# Nicola Peltz
Nicola Anne Peltz Beckham (Westchester, 9 de janeiro de 1995) é uma atriz norte-americana. É mais conhecida por interpretar Katara em The Last Airbender, Bradley Martin em Bates Motel e Tessa Yeager em Transformers: Age of Extinction.

## Biografia

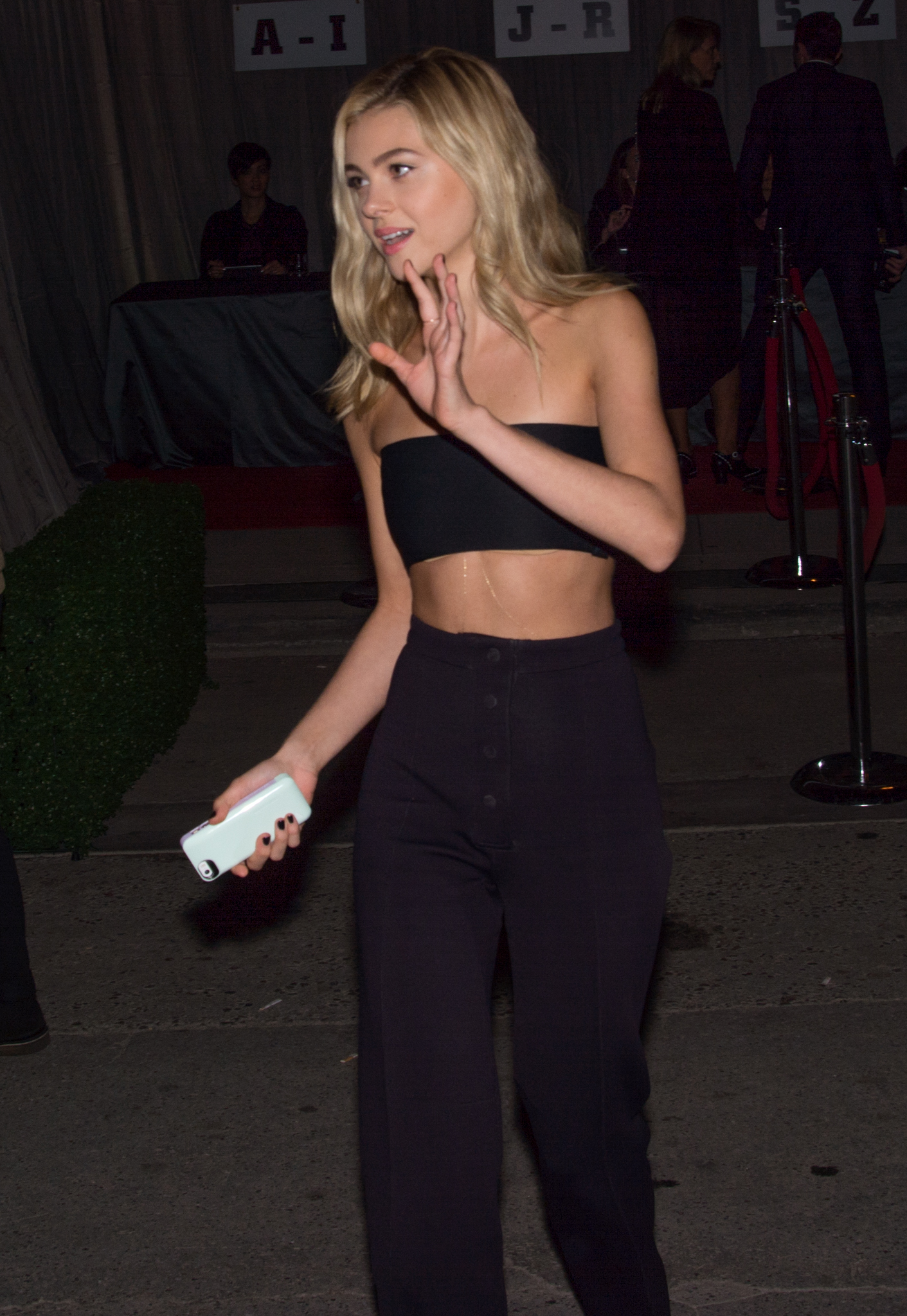
Nicola em 2014.

Nicola nasceu no Condado de Westchester, Nova Iorque, filha de Nelson Peltz, um conhecido empresário bilionário e filantropo, e Claudia (Heffner) Peltz, uma ex-modelo. Ela é a caçula da família e tem seis irmãos, e uma irmã. Dois de seus irmãos também são conhecidos, Will Peltz (1986 / ator) e Brad Peltz (1989 / defensor de hóquei no gelo). Seu pai é de uma família de judeus Asquenazes (da Áustria e Rússia). Sua mãe tem ascendência alemã, galesa e inglesa.

## Carreira
Em uma idade adiantada ela já modelava e praticava hóquei no gelo. Apesar de considerar inicialmente ser uma jogadora de hóquei, se apaixonou pela atuação com aulas na escola, direcionando-se então para a carreira de atriz.
Sua estreia no cinema foi aos 11 anos, como Mackenzie em Deck the Halls. Em 2007, participou da peça de teatro Blackbird, que foi exibida no Manhattan Theatre Club e protagonizada por Jeff Daniels e Alison Pill.
Em 2008, teve pequenos papéis nos filmes Harold e Righteous Kill. Seu primeiro grande papel veio em 2010, como Katara na aventura de fantasia The Last Airbender, baseada na série animada Avatar: The Last Airbender. Já participou do clipe "7 Things" de Miley Cyrus. 
Em 18 de março de 2013, estreou seu primeiro papel principal na televisão, Bradley Martin em Bates Motel. Bradley é uma estudante popular que vê seu mundo virar de cabeça para baixo depois que seu pai é queimado até a morte. A personagem se tornou recorrente a partir da segunda temporada.
Em 26 de março de 2013, foi anunciado que Nicola estaria em Transformers: Age of Extinction, através do diretor Michael Bay pelo twitter. O quarto filme da série Transformers foi lançado com grande sucesso em junho de 2014. Sua personagem é Tessa Yeager, filha de Cade (Mark Wahlberg). Tessa tenta esconder de seu pai o relacionamento secreto com Shane (Jack Reynor), enquanto ajuda os Autobots em sua luta contra os Decepticons.

## Filmografia
| Ano       | Titulo                          | Papel          | Nota                                                 |
| --------- | ------------------------------- | -------------- | ---------------------------------------------------- |
| 2018      | Back Roads                      | Amber Altmyer  |                                                      |
| 2016      | Youth in Oregon                 | Annie Gleason  |                                                      |
| 2014      | Affluenza                       | Kate Miller    |                                                      |
| 2014      | Transformers: Age of Extinction | Tessa Yeager   |                                                      |
| 2013-2015 | Bates Motel                     | Bradley Martin | Principal, Temporada 1 / Recorrente, Temporada 2 e 3 |
| 2012      | Eye of the Hurricane            | Renee Kyte     |                                                      |
| 2010      | The Last Airbender              | Katara         |                                                      |
| 2008      | Righteous Kill                  | Lynn           |                                                      |
| 2008      | Harold                          | Becki          |                                                      |
| 2008      | 7 Things                        | Figurante      |                                                      |
| 2007      | Blackbird                       | Girl (Lead)    | Manhattan Theatre Club                               |
| 2006      | Deck the Halls                  | Mackenzie      |                                                      |

## Prêmios & indicações
| Ano  | Trabalho                        | Prêmio / Categoria                                                    | Resultado |
| ---- | ------------------------------- | --------------------------------------------------------------------- | --------- |
| 2015 | Transformers: Age of Extinction | Framboesa de ouro / pior atriz coadjuvante                            | Indicada  |
| 2014 | Transformers: Age of Extinction | Teen Choice Awards / Choice Movie: Breakout Star                      | Indicada  |
| 2014 | Ela mesma                       | CinemaCon Award / Estrela em Ascensão (compartilhado com Jack Reynor) | Vencedora |
| 2014 | Ela mesma                       | Young Hollywood Awards / Breakthrough Actress                         | Indicada  |
| 2011 | The Last Airbender              | Framboesa de Ouro / Pior Atriz Coadjuvante                            | Indicada  |